# تركيبة الصويا الغذائية

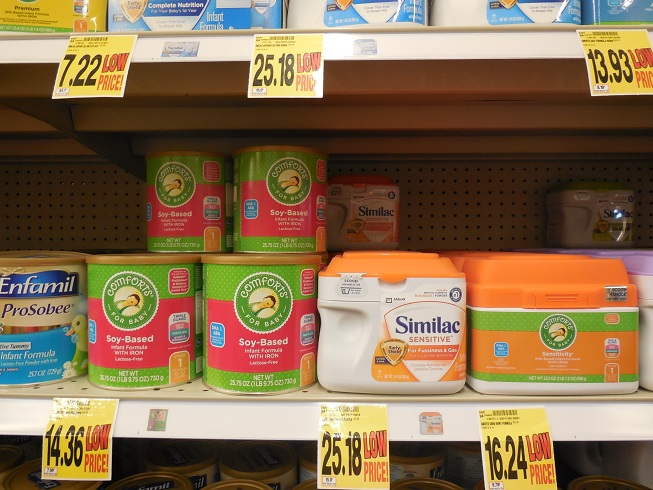

تركيبة الصويا الغذائية هي بديل لبن الثدي البشري. وهو منتج تجاري يعتمد على البروتينات الموجودة في فول الصويا. تستخرج تركيبة الصويا الغذاية للرضع من فول الصويا المعالج كمصدر للبروتين، وتكون في شكل مسحوق أو سائل. 
عادة ما تحتوي تركيبة الصويا الغذائية الخالية من اللاكتوز على نوع مختلف من السكر. هناك بعض الرضع الذين لا يتحملون بروتين حليب الأبقار ويعانون من الحساسية ضده لا يتحملون تناول تركيبة الصويا الغذائية ويصابون بالحساسية ايضًا
وهو يختلف عن لبن الثدي البشري في بعض الاشكال. بروتين الصويا يحول دون امتصاص الحديد. وتفيد الصيغ التي تعتمد على الصويا والتي ناقشتها منظمة الصحة العالمية أن تركيبة الصويا محصنة بالحديد لتعويض هذا التأثير. 
إن أحد المركبات النباتية الموجودة طبيعياً والتي توجد في حليب الأطفال المبني على فول الصويا هو حمض الفايتك وهو مثبط قوي لامتصاص الحديد، وعلى الرغم من أنه يمكن إزالته في عملية التصنيع إلا أنه من غير المعروف كم عدد الشركات المصنعة لتركيبة الصويا الغذائية تقوم بتلك العملية.
وقد قامت الصين وفيتنام بتنظيم صيغ الرضع المبنية على فول الصويا لتشمل حمض الصوديوم الإيثيليديامين أسيترازاسيك لتحصين الصيغة وتحسين امتصاص الحديد من قبل الرضيع. عندما تتم إضافة مركبات الحديد إلى تركيبة حليب الأطفال المرتكزة على فول الصويا يتم تغليف مركب الحديد لمنعه من جعل المنتج داكن اللون. 

## العناصر الأساسية
قد تكون المكونات المعدلة وراثيا موجودة في صيغة حليب الأطفال. وقد يكون أيضًا ذو قيمة غذائية أقل. كما يمكن أن تحتوي تركيبة حليب الأطفال التي أساسها الصويا على الألومنيوم، والفيتات، والفيتويستروغنز (الايسوفلافون) التي قد تسبب تأثيرات غير متوقعة. المكونات الأخرى هي الأحماض الأمينية: مثل التوراين والميثيونين والكارنيتين. المعادن المضافة هي الفوسفور والكالسيوم والحديد والزنك. ويحتوي أيضًا على عزل فول الصويا الذي يوفر 95٪ من البروتين.

## دواعي الاستعمال
لا تزال الرضاعة الطبيعية هي الخيار الأفضل لتغذية الرضع.  ولكن هناك حالات لا يكون فيها الرضاعة من الثدي ممكنًا، ويكون استخدام الصيغة مناسبًا. 
وتكون مؤشرات لاستخدام صيغة حليب الرضع القائمة على الصويا هي الجالاكتوزيايميا ونقص اللاكتيز. عندما يطور الطفل حساسية من حليب الأبقار، يتم استخدام تركيبة أساس الصويا. وهي أقل تكلفة من بدائل حليب الثدي الأخرى. 

## النشأة
وقد أشارت التقارير السابقة لآثار تركيبة الصويا إلى أن مكونات تركيبة الصويا قد تؤثر على وظائف الإنجاب. ومع ذلك فقد أظهرت الدراسات أنه لا توجد علاقة بين استهلاك صيغة الصويا وشذوذ في التشريح التناسلي أو الوظيفة. 
تم استخدام تركيبة حليب الأطفال المرتكزة على فول الصويا على مدى المائة عام الماضية. في أواخر القرن الثامن عشر وبدايات القرن التاسع عشر كانت صيغ مكملات الرضاعة الطبيعية مقبولة.  وتم استخدام تركيبة فول الصويا في بداية عام 1909. 

## الحساسية وغيرها من المخاوف
ترتبط تركيبة الرضيع التي أساسها الصويا بحساسية الرضع.  وقد لوحظ وجود متلازمة الالتهاب المعوي المعوي المستحث بالبروتين الغذائي عند الرضع الذين تقل أعمارهم عن ثلاثة أشهر والذين كانوا يتغذون بصيغة الصويا.  وقد صادرت فرنسا التركيبة الغذائية للرضع من الصويا من السوق. تستهلك صيغة الصويا حوالي 20 ٪ من قاعدة مشتريات حليب الأطفال في الولايات المتحدة.
 وفي نيوزيلندا، بلغت نسبة استهلاك الصيغة حوالي 10 ٪، وفي بلجيكا والمملكة المتحدة حوالي 5 ٪.
1. ↑  "ALEUTIAN SEISMIC PROGRAM, SEISMOLOGICAL BULLETIN, AUGUST 1970". 1 يناير 1971. مؤرشف من الأصل في 2019-12-14. {{استشهاد بدورية محكمة}}: الاستشهاد بدورية محكمة يطلب |دورية محكمة= (مساعدة) و|archive-date= / |archive-url= timestamp mismatch (مساعدة)
2. ↑  Schulze، J. (1990). "E. M. de Maeyer: Preventing and Controlling Iron Deficiency Anaemia through Primary Health Care. A. Guide for Health Administrators and Programme Managers. 58 Seiten, 5 Abb., 7 Tab. World Health Organization Geneva 1989. Preis: 11,— Sw. fr.; 8,80 US $". Food / Nahrung. ج. 34 ع. 4: 404–404. DOI:10.1002/food.19900340432. ISSN:0027-769X. مؤرشف من الأصل في 2019-12-14.
3. ↑  Cakar، B؛ Chan، D؛ Yan، P؛ Zheng، Z؛ Singh، P؛ Lei، JT؛ Haricharan، S؛ Ellis، M؛ Chang، E (14 فبراير 2017). "Abstract P1-08-07: Assessing the impact of loss of NF1 protein on endocrine therapy resistance". Cancer Research. ج. 77 ع. 4 Supplement: P1–08-07-P1-08-07. DOI:10.1158/1538-7445.sabcs16-p1-08-07. ISSN:0008-5472. مؤرشف من الأصل في 2019-12-14.
4. 1 2 3 4  Vandenplas, Yvan; Greef, Elisabeth De; Devreker, Thierry; Hauser, Bruno (1 Feb 2011). "Soy infant formula: is it that bad?". Acta Paediatrica (بالإنجليزية). 100 (2): 162–166. DOI:10.1111/j.1651-2227.2010.02021.x. ISSN:1651-2227. Archived from the original on 2019-12-14.
5. ↑  "ICAN: Infant, Child, & Adolescent Nutrition". Wikipedia (بالإنجليزية). 15 Jun 2018. Archived from the original on 2019-12-14.
6. ↑  Badger, Thomas M.; Cleves, Mario A.; Casey, Patrick H.; Linam, Leann E.; Moore, Mary B.; Andres, Aline (1 May 2015). "Compared with Feeding Infants Breast Milk or Cow-Milk Formula, Soy Formula Feeding Does Not Affect Subsequent Reproductive Organ Size at 5 Years of Age". The Journal of Nutrition (بالإنجليزية). 145 (5): 871–875. DOI:10.3945/jn.114.206201. ISSN:0022-3166. Archived from the original on 2019-03-30.
7. ↑  https://journals.sagepub.com/doi/10.1177/1941406415591208& "SAGE Journals: Your gateway to world-class journal research". SAGE Journals (بالإنجليزية). DOI:10.1177/1941406415591208. Archived from https://journals.sagepub.com/doi/10.1177/1941406415591208& the original on 2019-12-14. Retrieved 2018-12-06. {{استشهاد ويب}}: تحقق من قيمة |مسار أرشيف= (help) and تحقق من قيمة |مسار= (help)
8. ↑  "Non–IgE-mediated gastrointestinal food allergy". Journal of Allergy and Clinical Immunology (بالإنجليزية). 135 (5): 1114–1124. 1 May 2015. DOI:10.1016/j.jaci.2015.03.025. ISSN:0091-6749. Archived from the original on 2019-12-14.
9. ↑  "JIACI · Journal of Investigational Allergology and Clinical Immunology". www.jiaci.org (بالإنجليزية). Archived from the original on 2018-06-01. Retrieved 2018-12-06.